# Electrobiogénesis

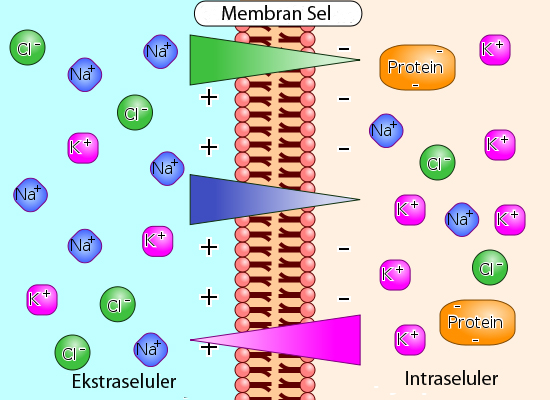
Iones y el potencial de membrana

Se conoce como electrobiogénesis a la producción, en el curso de un proceso biológico, de una diferencia de potencial (tensión eléctrica) local independientemente de si es artificial o natural.
Se ha establecido que en cada célula viva existe de modo permanente, entre la parte interna y la parte externa de su membrana, una diferencia de potencial eléctrica del orden de una decena de milivoltios, que se incrementa en períodos de actividad (llamada potencial de acción).
El origen de la electrobiogénesis se atribuye a fenómenos electroquímicos que se producen a nivel de las membranas celulares, a migraciones de iones por ósmosis a través de las membranas, polarización dieléctrica seguida de despolarización de las moléculas celulares.

## Importancia biomédica
El conocimiento en profundidad de estos fenómenos es importante desde el punto de vista de las investigaciones biológicas y permite orientar con mayor seguridad las aplicaciones terapéuticas de las corrientes eléctricas (electroterapia).
Las variaciones de potencial de acción de las células cervicales, de la córnea, cardíacas, etc, son fuentes de información sobre el buen o mal funcionamiento de los órganos correspondientes. Pueden recogerse estas variaciones gracias a voltímetros para ser visualizadas en la pantallas de un osciloscopio, o en papel. Es gracias a estas variaciones que pueden obtenerse electroencefalogramas, retinogramas o electrocardiogramas.

## Los iones y las membranas
Como resultado de las propiedades de permeabilidad de las membranas plasmáticas, la presencia de moléculas con carga negativa que no se difunden dentro de la célula, y la acción de las bombas de Na+/K+ , hay una distribución desigual de cargas a través de la membrana. Debido a esto, el interior de la célula tiene carga negativa en comparación con el exterior. Esta diferencia de carga es la diferencia de potencial, que en fisiología médica se conoce como el potencial de membrana.

## Ejemplos con nervio y músculo

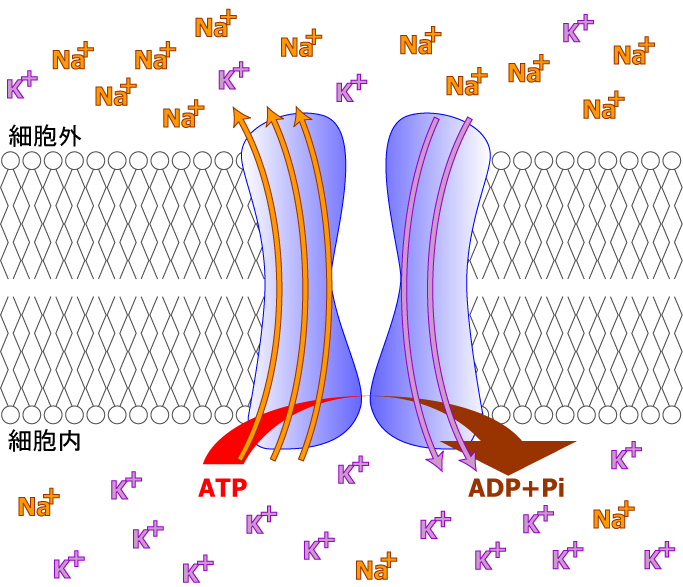
Iones de sodio y potasio intercambiando lugares a través de la membrana.

Los nervios y los músculos funcionan con impulsos eléctricos, por eso es más fácil una explicación de los procesos. 
La aplicación de una tensión eléctrica local es capaz de estimular la actividad de la célula. De ello se obtiene una propagación progresiva del potencial de acción, lo que permite deducir que existe una relación entre esta propagación del estímulo nervioso a lo largo de la fibra nerviosa y la del influjo nervioso psicológico.
Ahora bien, ejemplificando, la difusión neta de estos iones, de sodio y potasio, ocurre en dos etapas en las neuronas: primero, el Na+ se mueve hacia el axón, después el K+ se mueve hacia afuera. Este flujo de iones, y los cambios en el potencial de membrana que suceden, constituyen el llamado potencial de acción.
Otros iones, en especial Ca2+, pueden afectar el potencial de membrana a través del movimiento por conductos y de interacciones con la membrana. En el músculo, este potencial de acción despolariza la membrana muscular, y buena parte de la electricidad del potencial de acción fluye a través del centro de la fibra muscular, donde hace que el retículo sarcoplasmático libere grandes cantidades de iones calcio que se han almacenado en el interior de este retículo.

## Medición del potencial de membrana
El método para medir el potencial de membrana es simple en teoría, aunque con frecuencia es difícil en la práctica debido al pequeño tamaño de la mayor parte de las fibras. Se emplea una micropipeta llena de una solución de electrólitos. La pipeta se inserta en la membrana celular hasta el interior de la fibra. Después se coloca otro electrodo, denominado «electrodo indiferente», en el líquido extracelular, y se mide la diferencia de potencial entre el interior y exterior de la fibra utilizando un voltímetro. Este voltímetro es un aparato electrónico muy sofisticado que puede medir voltajes pequeños a pesar de la resistencia muy elevada al flujo eléctrico a través de la punta de la micropipeta, que tiene un diámetro luminal habitualmente menor de 1 mm y una resistencia mayor de un millón de ohmios. Para registrar los cambios rápidos del potencial de membrana durante la transmisión de los impulsos nerviosos el microelectrodo se conecta al osciloscopio.